# Siechenhaus in Düren
Das Siechenhaus in Düren befand sich etwa 2 km entfernt von der Kreisstadt Düren in Nordrhein-Westfalen.
Ein Siechenheim auch Leprosorium oder Leprosenhaus genannt, war ein spezielles Quarantänehaus, in dem man „dahinsiechende“ kranke Menschen ablegte, da man eine Ansteckung der Bevölkerung befürchtete und eine Isolierung von der übrigen Gesellschaft wollte. Es war auch eine Art Sterbehaus.
An der linken Uferseite unweit der Rur etwa 2 km nördlich von Düren und 0,5 km südlich von Mariaweiler lag das Dürener Sichenheim. Dieses Heim bestand aus einigen Häuschen und einer kleinen, dem hl. Lazarus geweihte Kirche, in welcher der Pfarrer von Mariaweiler den Gottesdienst versah. In unmittelbarer Nähe des Siechenheims befand sich die älteste Fahrbrücke, welche von Düren aus über die Rur führte, im Zuge einer uralten Heer- und Römerstraße.
Die erblichen Verwalter des Siechenheims waren der Bürgermeister und der Rat der Stadt Düren. Urkundlich wird das Dürener Siechenheim erstmals am 7. Oktober 1558 und später (1562) in den aufkommenden Verwaltungsberichten (Rechnungen) erwähnt. 1582 gab es eine für die Leprosen erlassene Verordnung. Diese Ordnung vereinigte sämtliche Siechen des Herzogtums Jülich zu einer Bruderschaft der „S. Mariae et S. Lazari“ und regelte unter anderem den Verkehr der Leprosen mit den Gesunden untereinander.
Die Aussätzigen durften an bestimmten Tagen und Zeiten an vorgesehenen Plätzen in der Stadt sammeln, meist vor den Kirchen. Ansonsten sorgten die Kranken für sich selbst. Die Kräftigeren unter ihnen waren im Siechenhaus aktiv. Sie kümmerten sich als Handwerker um die Belange des Hauses oder bewirtschafteten die angelegten Äcker. Manche Frauen pflegten die schwer Erkrankten. In einigen Häusern kam wöchentlich ein Bader, um die Kranken mit Salben zu versorgen und sie zu baden. Eine darüber hinausgehende Therapie fand nicht statt.